# Abri Laborde
L'abri Laborde est un abri sous roche et un site préhistorique situé dans la commune de Solignac-sur-Loire, dans le département français de la Haute-Loire, en région Auvergne-Rhône-Alpes, en France.

## Situation
L'abri Laborde est situé sur la rive gauche de l'Ourzie, un affluent de la Loire, à environ 400 mètres en aval de la cascade de la Baume, dans un environnement de moyenne montagne à une altitude de 870 mètres.

## Historique
Des fouilles archéologiques ont été menées dans cette station par A. Laborde durant l'hiver 1963-64. Ensuite, des sondages furent réalisés en collaboration avec A. Quinqueton, et dès 1966, des fouilles planifiées furent entreprises, se poursuivant jusqu'en 1973.

## Description
Cinq phases principales d'occupation moustérienne sont présentes dans l'abri sous-basaltique de Baume-Vallée, témoignant d'installations temporaires de courte durée, probablement dédiées à des activités de chasse saisonnière.

## Industrie lithique
D'un point de vue technologique, il est observé une utilisation fréquente de la méthode Levallois, à l'exception du sommet de la séquence, avec un indice de facettage particulièrement élevé et une faible proportion du débitage laminaire.

## Protection
L'habitat préhistorique a été inscrit au titre des monuments historiques par arrêté du 5 janvier 1989.